# Podlužany, Bánovce nad Bebravou
Podlužany este o comună slovacă, aflată în districtul Bánovce nad Bebravou din regiunea Trenčín, pe malul râului Bebrava⁠(d). Localitatea se află la altitudinea de 218 m deasupra n.m., se întinde pe o suprafață de 14,02 km2 și în 2017 număra 854 de locuitori.

## Istoric
Localitatea Podlužany este atestată documentar din 1295.

## Demografie
| An:                | 1994 | 2004   | 2014   | 2024    |
| ------------------ | ---- | ------ | ------ | ------- |
| Număr de persoane: | 838  | 810    | 865    | 964     |
| Diferență:         |      | −3,34% | +6,79% | +11,44% |

| An:                | 2023 | 2024   |
| ------------------ | ---- | ------ |
| Număr de persoane: | 968  | 964    |
| Diferență:         |      | −0,41% |